# Gaëlle Bélem
Pour les articles homonymes, voir Belém (homonymie).
Gaëlle Bélem, née le 14 novembre 1984 à Saint-Benoît (La Réunion), est une écrivaine française, et une professeure d'histoire-géographie. Elle est traduite en plusieurs langues,,.

## Biographie
Gaëlle Bélem naît en 1984 à Saint-Benoît,, et grandit dans une famille modeste où les rares livres présents servent surtout à caler les portes. Elle écrit depuis l'âge de douze ans.
Elle étudie en classes préparatoires littéraires au lycée Pierre-de-Fermat à Toulouse de 2002 à 2005, puis intègre l'université Paris I Panthéon-Sorbonne en 2005 avant d'aller à l'École pratique des hautes études.
En 2009 elle devient professeure d'histoire-géographie en Île-de-France. De retour à La Réunion, elle continue d'exercer le métier de professeure (de latin et d'histoire-géographie) d'abord au collège puis au lycée,. Elle enseigne aussi en centre de détention et est également juge assesseur au tribunal pour les mineurs.
En 2020, elle publie son premier roman. Elle est la première femme réunionnaise publiée aux éditions Gallimard.
Le roman, Un monstre est là, derrière la porte, paru dans la collection "Continents noirs" dirigée par Jean-Noël Schifano reçoit le grand prix du roman métis 2020 ainsi que le prix André-Dubreuil du premier roman,. Il est finaliste du prix des cinq continents de la francophonie la même année.
Il raconte avec humour l'histoire d'une jeune fille qui grandit dans une famille pauvre et dysfonctionnelle à Saint-Benoît, mais ce n'est pas un roman autobiographique.
En 2023, la romancière publie son deuxième roman, Le fruit le plus rare : ou la vie d'Edmond Albius, qui est à la fois une biographie romancée sur Edmond Albius et un roman d'aventures,.
En 2024, son premier roman, Un monstre est là, derrière la porte, est traduit en anglais par Karen Fleetwood et Laëtitia Saint-Loubert, et cette traduction est sélectionnée (longlist) pour le Prix international Booker 2025,.
En 2025 Gaëlle Bélem sort Sud Sauvage, un recueil de nouvelles fantastiques se déroulant à La Réunion et qui rendent hommage à ses modèles en la matière : Guy de Maupassant, Edgar Allan Poe ou encore H. P. Lovecraft,. Le lancement officiel a lieu le 4 avril à la médiathèque de Saint-Denis au cours d’un débat-lectures en présence de l’auteur Philippe Morvan, mis en musique par la harpiste Séverine Ledoux,.

## Œuvre
- Un monstre est là, derrière la porte, éditions Gallimard, coll. « Continents noirs », 2020 (ISBN 978-2-07-285590-0)
- Le fruit le plus rare : ou la vie d'Edmond Albius, éditions Gallimard, coll. « Continents noirs », 2023, 243 p. (ISBN 978-2-07-302989-8, OCLC 1396101435)
- Sud Sauvage, éditions Gallimard, coll. « Continents noirs », 2025 (ISBN 978-2-07-311360-3)[20]

## Prix et distinctions
- Grand prix du roman métis 2020 pour Un monstre est là, derrière la porte.
- Prix André-Dubreuil du premier roman 2020 (Société des gens de lettres) pour Un monstre est là, derrière la porte.
- Prix du roman métis des Étudiants 2025 pour Le fruit le plus rare ou la vie d'Edmond Albius[21],[22].
- Republic of Consciousness prize 2025 pour There’s a Monster Behind the Door[23].

## Sélections

### PourUn monstre est là, derrière la porte
- Prix des cinq continents de la francophonie 2020[24].
- International Booker Prize 2025[25].

### PourLe fruit le plus rare ou La vie d'Edmond Albius
- Pépites littéraires Cultura 2023[26].
- Prix Renaudot 2023[27].
- Prix Renaudot des lycéens 2023[28].
- Prix Saveurs et Savoirs[29].
- Trophées FNAC Réunion.
- Prix des Libraires Folio Télérama 2025.